# Карозеро
Карозеро — озеро в северо-западной части Ловозерского района Мурманской области России. Исток реки Каряйок.
Площадь озера — 8,1 км².
Карозеро находится в болотистой местности у границы с Кольским районом, на высоте 230 м над уровнем моря, южнее 80-го км автодороги Кола — Серебрянская ГЭС. Озеро неправильной формы, вытянуто в меридиональном направлении. Берега изрезаны полуостровами. Есть несколько островов. В Карозеро впадает около десяти безымянных водотоков. Через протоку на востоке сообщается с соседним озером Белдонка. С юго-восточной стороны вытекает река Каряйок, впадающая в Серебрянское водохранилище.

## Данные водного реестра
По данным государственного водного реестра России относится к Баренцево-Беломорскому бассейновому округу, водохозяйственный участок реки — Воронья от истока до гидроузла Серебрянское 1, включая озеро Ловозеро. Речной бассейн реки — бассейны рек Кольского полуострова, впадает в Баренцево море.
Код объекта в государственном водном реестре — 02010000711101000003845.